# Deutsche Reihenhaus
Die Deutsche Reihenhaus AG (kurz: DRH) ist ein Immobilien-Projektentwickler für Wohnimmobilien, die in serieller Bauweise entstehen, mit Sitz in Köln.
Ursprünglich war das Unternehmen auf den Bau von Reihenhäusern spezialisiert. Seit 2016 werden auch Objekte im Geschosswohnungsbau und seit 2022 auch Doppelhäuser errichtet. Das Unternehmen entwickelt bundesweit Wohnparks mit Reihenhäusern und Doppelhäusern.
Neben dem Hauptsitz in Köln werden weitere Büros in Berlin, Gladbeck, Frankfurt, Hamburg, Hannover, Kaiserslautern, Leipzig und Nürnberg unterhalten.

## Aktionäre
(Stand: Dez. 2023):
- Daniel Arnold (über TURI Holding GmbH) – 90 %
- Gerhard Niesslein – 10 %

## Geschichte
Die Deutsche Reihenhaus AG ist ein Familienunternehmen in vierter Generation. Im Jahr 1899 gründete Anton Arnold sein Bauunternehmen. Sein Sohn Konrad eröffnete 1936 das Architekturbüro Konrad Arnold. In dritter Generation gründete Robert Arnold 1973 die Orsus GmbH in Kaiserslautern. 1989 erfolgt die Ausrichtung auf den Bau von Reihenhäusern. 1999 trat Daniel Arnold in das Unternehmen ein. Im Jahr 2001 überstieg die Jahresbauleistung erstmals über 100 Häuser. 2002 erfolgte die Umfirmierung in die Deutsche Reihenhaus AG.

## Produkte
Seit dem Jahr 2000 erfolgte die Fokussierung auf ein Produkt: das Reihenhaus 141 m² Familienglück. Im Jahr 2005 kamen zwei weitere Haustypen hinzu: 81 m² Lebensfreude und 116 m² Wohntraum. Bisher (Stand Ende 2023) sind 11.500 Wohneinheiten in 400 Quartieren entstanden. Nach der Überarbeitung der Reihenhaus-Modelle im Jahr 2016 veränderten sich die Quadratmeter der Wohnflächen. So benannte das Unternehmen die Häuser in 85 m² Lebensfreude, 120 m² Wohntraum und 145 m² Familienglück um.
Ende des Jahres 2016 bot die Deutsche Reihenhaus AG auch erstmals Wohnungen an. Am Standort Neuss wurde das erste Objekt im Geschosswohnungsbau errichtet. In dem Mehrfamilienhaus Stadtleben gibt es bis zu sieben Wohnungstypen. Seit 2022 bietet die Deutsche Reihenhaus auch zwei Doppelhaustypen an: 160 m² Ruhepol mit Walmdach sowie 165 m² Freiraum mit Flachdach. Der Grundsatz der standardisierten Bauweise wird bei jeder Wohnform beibehalten.

## Projekte

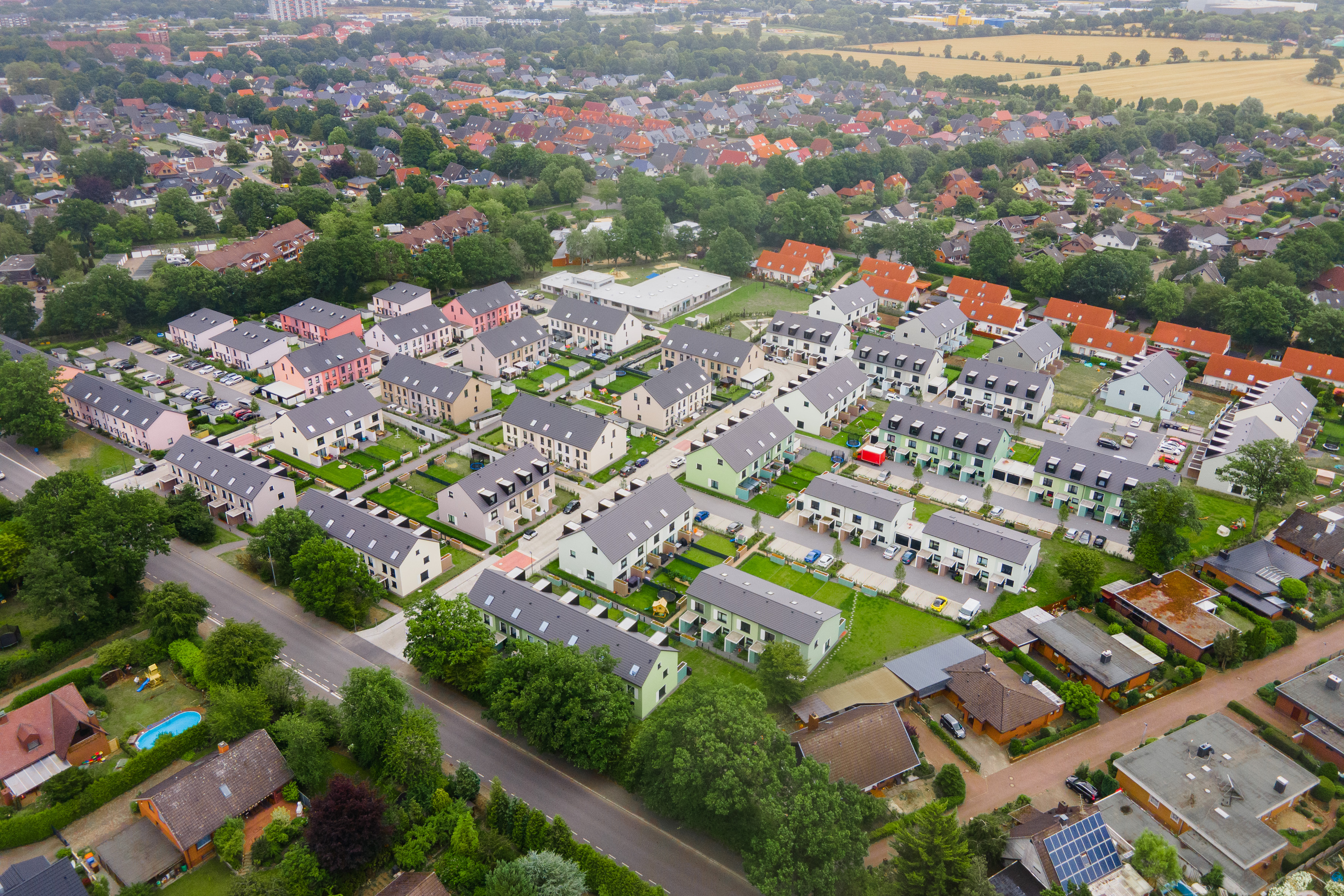
Wohnpark Am Zeisigring, Kaltenkirchen

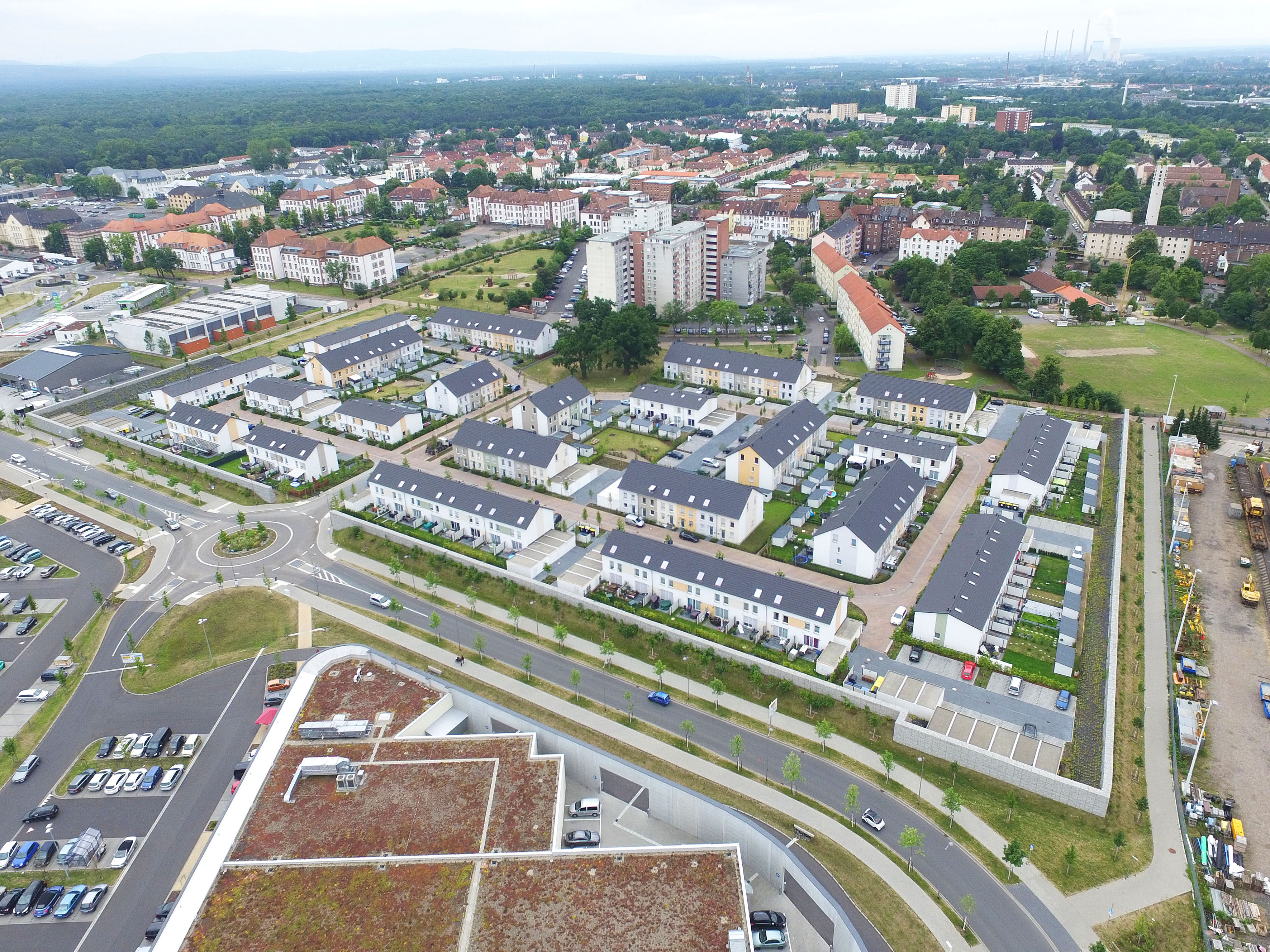
Wohnpark Kinzigbogen, Hanau

Die Deutsche Reihenhaus AG realisiert Wohnparks auf Flächen bis zu 100.000 m². Große Projekte mit über 120 Wohneinheiten sind in Hanau, Kaltenkirchen und Erlangen und entwickelt worden. In Hanau wurde 2012 auf dem Gelände des ehemaligen Gleisbauhofs der Deutschen Bahn das Fachmarktzentrum Kinzigbogen im Stadtteil Lamboy mit einem angeschlossenen Wohngebiet mit 146 Eigenheimen der Deutschen Reihenhaus AG erbaut. Der Wohnpark Am Stromerweg in Erlangen wurde 2016 mit 132 Reihenhäusern fertiggestellt. 2020 wurde der Wohnpark „Am Zeisigring“ mit 166 Reihenhäusern in Kaltenkirchen fertig gestellt.
Die Deutsche Reihenhaus ist auch als Generalunternehmer tätig. So hat sie für die Hilfswerk-Siedlung GmbH in Blankenfelde-Mahlow Reihenhäuser gebaut, die von dieser vermietet werden.

## Konzept
Jedes Haus und jede Wohnung wird industriell vorgefertigt. Das heißt: Die Bauweise bei jedem neuen Wohnpark ähnelt sich sehr stark. Die serielle Bauweise spart Zeit und Kosten und ist weniger fehleranfällig. Herausforderungen, wie sie beim individuellen Hausbau häufig während der Bauphase auftreten, werden somit vermieden.
Alle Gebäude eines Wohnparks werden aus einer gemeinsamen Technikzentrale versorgt. Die Erwerber eines Hauses oder einer Wohnung sind Teil einer Wohnungseigentümergemeinschaft. Das bedeutet, dass das gesamte Quartier inklusive Grün-, Frei- und Spielflächen gemeinschaftlich den Erwerberinnen und Erwerbern gehört.

## Veröffentlichungen
- Daniel Arnold (Hrsg.): In deutschen Reihenhäusern, 2008, ISBN 978-3-7667-1790-0
- Daniel Arnold (Hrsg.): Nachbarschaft, 2009, ISBN 978-3-7667-1817-4
- Daniel Arnold (Hrsg.): Reihenhausmannskost, 2011, ISBN 978-3-7667-1893-8
- Daniel Arnold (Hrsg.): Wir bauen Deutschland, 2013, ISBN 978-3-86859-181-1
- Studie: Wie macht die Stadt Familien glücklich? In: Website der Deutschen Reihenhaus AG. Abgerufen am 17. November 2015
- Daniel Arnold (Hrsg.): Das große Wohnwimmelbuch: Mein Zuhause in der Stadt, 2016, ISBN 978-3-942491-81-5